# 天羽希純
天羽希純（日文：あまう きすみ、1996年8月12日—）出生於日本東京都江戶川區，是日本寫真偶像與演員，現為女子偶像團體＃2i2的成員。本名小松希純，身高163公分，三圍84 - 58 - 84 cm。曾為I-GET旗下所屬，現為01familia所屬。

## 簡歷
2013年3月24日，正式成為Alice Project所屬。當時的藝名為。27日時第一次更新了部落格「新人アイドルブログ♪♪」，接著在31日時第一次作為Alice娘參加Alice Project常設劇場P.A.R.M.S。
4月14日被選為偶像團體「ぱー研!」的研究生，並於17日開設個人部落格「伊藤みう成長日記with you…♪ （页面存档备份，存于）」，接著在5月25日時正式成為「ぱー研!」的正式成員。
2016年10月23日，在「QT♡かぷせる」以'小松きすみ的名義再次出道，此次代表色為黑白，但隔年1月29日即從「QT♡かぷせる」畢業。
2017年3月26日，在「READY TO KISS」「SAY-LA」的候補生組合「BABY TO KISS」中以天羽希純的名義再次出道後，6月28日宣布將於7月5日起升格為「READY TO KISS」的成員，升格當日在新宿的BLAZE舉行了首次了Live，並於8月15日舉行慶生活動。
2019年1月，於雑誌『クリーム』（Wailea出版）的2019年2月號中擔任封面人物，此次為其第一次擔任雜誌封面当。在同個月的1stDVD銷售活動中，因為想要特典的人數過多而導致原銷售現場無法容納，最終只能更換場地完成活動。據會場人員表示，此熱門情況是自久松郁實後，未曾發生的狀況。
2020年6月，從偶像團體「READY TO KISS」畢業，並離開其原事務所「I-GET」。
8月1日，宣布加入「01familia」事務所，並於11月26日宣布加入偶像團體「＃2i2」。

## 人物
- 家裡有爸媽和兩個弟弟一共五人。[13][2]
- 最喜歡的食物是肉，討厭的食物是蔬菜。她非常注意自己的身體狀況和體形。[1]
- 家裡有養三隻貓，名字叫「パブ」、「ぷり」、「ぽん」。
- 愛好包括聽古典音樂、泡溫泉和公共浴池以及收集御朱印。也喜歡神社。[1]
- 特殊技能是鋼琴、長號[1]、游泳。
- 未來的夢想是成為一名女演員。因為有加入過數個偶像團體的經驗，了解其中的辛苦，有「普通的活著是不行的」這樣的座右銘。[14]
- 由於爸爸是冰室京介的粉絲，所以用冰室京介的歌曲《KISS ME》幫她取名為「きすみ」（kisumi）。
- 看起來比實際年齡小，擔任《Cream》雜誌的常客模特兒。自己比喻為「高三生的準備大考的季節」的感覺。[14]
- 2023年9月2日，天羽希純在社群媒體上發布自己患有潰瘍性結腸炎的推文，這是日本指定的難治疾病。[15][16]
- 2024年10月10日晚上，天羽希純與一輛摩托車相撞而受傷，頭部需要縫合。[17]

## 所屬團體
- 偶像組合「ぱー研!（日语：ぱー研!）」
- 偶像組合「トッピング☆ガールズ（日语：トッピング☆ガールズ）FINAL」
- 偶像組合「アーマーガールズ（日语：アーマーガールズ）」
- 偶像組合「假面女子」
- 偶像組合「Prism（日语：Prism (アリスプロジェクト)）」
- 偶像組合「QT♡かぷせる」
- 偶像組合「81moment」(加入予定だったが加入せず)
- 偶像組合「BABY TO KISS」
- 偶像組合「READY TO KISS」
- 偶像組合 「＃2i2（日语：＃2i2）」

## 演出

### 電視節目
- 朝日電視台《全力坂（日语：全力坂）》(2013年10月28日・11月5日)
- 富士電視台《お悩みハレルヤ》(2014年3月22日)
- TBS電視台《ランク王国（日语：ランク王国）》(2014年5月24日)
- 東京電視台《音流（日语：音流）》(2017年9月1日)
- アイドルゾーン20時（日语：アイドルゾーン20時）（2019年4月1日‐6月28日、TOKYO MX2）アシスタント[18]

## 作品

### 寫真集
- A...？（2020年4月21日、双葉社、撮影：植野恵三郎）ISBN 978-4575315462

### DVD
- Kiss Me 天羽希純（2018年12月26日、エアーコントロール）[19]
- my first kiss（2019年6月25日、エアコントロール）

### 數位寫真集
- 小松きすみ 写真集「アイドルと制服デート」 (おさんぽカメラ)
- ELFy BooKs vol.02 天羽希純
- 天羽希純写真集「はじめまして“あまう きすみ”です」 週プレ PHOTO BOOK
- FLASHデジタル写真集　天羽希純　銭湯で大はしゃぎ！

### VR動畫
- きすみんと朝からベッド＆キッチンでイチャイチャ 天羽希純
- きすみんがバランスボールでぷるぷるエクササイズ 天羽希純
- 「一緒に入ろっか」きすみんとお風呂でイチャイチャ 天羽希純

## 外部連結
- 天羽希純 所属事務所（页面存档备份，存于）
- 伊藤みう成長日記with you…♪的Ameba部落格（日語）
- 天羽希純💋(あまうきすみ) 公式ブログ, LINE （页面存档备份，存于）
- 💋天羽希純 #2i2💋的X（前Twitter）
- 天羽希純的Instagram帳戶